# Alphonso Ford
Alphonso Ford (ur. 31 października 1971 roku w Greenwood, Missisipi, zm. 4 września 2004 roku w Memphis, USA) – amerykański koszykarz.

## Kariera

### NBA
W 1993 roku Seattle SuperSonics wybrali go w drafcie NBA. Ford do Ponaddźwiękowców trafił z nr 34 w II rundzie. W NBA zagrał w dwóch klubach – oprócz Seattle z jego usług skorzystała Philadelphia 76ers. Na parkiecie pojawił się jednak w sumie tylko 11 razy (6 w barwach SuperSonics i 6 w 76ers).

### CBA
Znacznie lepiej mu szło w lidze CBA, w której wystąpił dwukrotnie jako przerywnik w grze w NBA, tj. w latach 1993-95. Grał w barwach Tri-City Chinook i jako pierwszoroczniak zdobywał średnio 22,8 pkt na mecz, co przyniosło mu tytuł najlepszego debiutanta rozgrywek oraz pierwszą piątkę ligi i udział w Meczu Gwiazd. Za drugim razem zdobywał średnio 24 pkt i ponowny udział w All-Stars Game CBA.

### Europa
Na sezon 1995/96 trafił do Europy, gdzie najpierw zaczepił się w hiszpańskiej BC Huesca, zespole z I ligi hiszpańskiej. Ford zdobywał średnio 25,1 pkt na mecz, ale nie sprawił, aby drużyna zdołał się utrzymać w lidze. Dlatego też Ford nie został w drużynie na następny sezon i wyjechał do Grecji, gdzie zakotwiczył w Papagou Ateny. Spędził tam jeden sezon, grając w najwyższej lidze – A1 Ethniki. Zespół zajął siódmą pozycję w lidze, a on dzięki 24,6 pkt na mecz został najlepszym strzelcem ligi.
Miejsca jednak tam nie zagrzał, bo przed sezonem 1997/98 zdiagnozowano u niego białaczkę, co spowodowało, że drużyna z Aten zrezygnowała z jego usług, nie chcąc płacić za leczenie. Ford nie zrezygnował jednak z koszykówki tym bardziej, że inny klub ze stolicy Grecji zdecydował się go zatrudnić – Sporting BC. Celem tego zespołu było utrzymanie się w rozgrywkach, w czym wydatnie pomógł Ford, który tym samym pokazał wielki hart ducha, walcząc z chorobą, czego dowodem niech będzie fakt, że ze średnią punktową, 22,3, drugi raz był liderem klasyfikacji strzelców ligi greckiej.
To zaowocowało podpisaniem dwuletniej umowy z trzecim klubem z Aten – Peristeri BC. To tam Alphonso Ford wypłynął na szerokie wody. Jego 22,2 pkt. nie dość, że znów mu dał tytuł najlepszego strzelca rozgrywek, to pomogło Peristeri zająć piąte miejsce w A1 Ethniki. W tym samym sezonie, 1999/00, Peristeri doszło do 1/16 Pucharu Koracia, gdzie, mimo że Ford zdobywał średnio 20,7 pkt, ulegli Estudiantes Madryt.
W następnym sezonie Peristeri zaprezentowało się jeszcze lepiej. Trzecie miejsce w lidze i ponowny tytuł najlepszego strzelca rozgrywek dla Forda – 23,7, to był kolejny znak, że amerykański koszykarz to świetny zawodnik. Tym bardziej, że Ford, mimo że nie został mistrzem Grecji, został nagrodzony tytułem MVP.
W europejskich pucharach Ford z Peristeri robił furorę. Klub z Aten wyszedł na drugim miejscu z grupy, zostawiając z tyłu Žalgiris Kowno, KK Zadar czy Estudiantes Madryt. Lepszymi byli jedynie koszykarze Fortitudo Bolonia. Jednak już w 1/16 Peristeri trafiło na TAU Ceramikę Vitoria i po dwóch porażkach pożegnali się z Euroligą. TAU natomiast uległo dopiero w finale, kiedy po pięciomeczowej potyczce lepszym był Kinder Bolonia. Na osłodę Ford trafił do pierwszej piątki rozgrywek, głównie dzięki wyczynom punktowym. W pierwszym spotkaniu z TAU Ceramiką rzucił nawet 41 pkt (9/19 2pt, 3/4 3pt, 14/15 1pt), co było więcej niż połową tego, co rzucili pozostali jego koledzy – TAU dwukrotnie wygrało 79:81, 68:81. W tym sezonie Amerykanin rzucał średnio 26 pkt na mecz, co dało mu tytuł najlepszego strzelca.
W następnym sezonie grał już dla Olympiakosu Pireus, z którym podpisał roczny kontrakt opiewający na milion dolarów. Ford w Pireusie błyszczał, został uznany MVP Pucharu Grecji, po który z klubem sięgnął. W półfinale, grając przeciwko Dejanie Bodirodze z Panathinaikosu, rzucił 20 pkt, miał 7 asyst i 3 zbiórki. W finale Olympiakos ograł Maroussi Ateny 77:66, a czarnoskóry zawodnik rzucił 24 „oczka”, miał 10 zbiórek i 3 asysty.
W Eurolidze, jak rok wcześniej sięgnął po tytuł najlepiej punktującego zawodnika. Tym razem miał średnią 24,8 pkt.
Z zespołem awansował do najlepszej szesnastki, gdzie w grupie znaleźli się z dwoma greckimi klubami z Aten – Panathinaikosem, AEK Ateny oraz słoweńskąOlimpiją Ljubljana. To właśnie porażka z tą ostatnią drużyną spowodowała, że Olympiakos nie awansował do Final Four. Co gorsza, Olympiakos uległ na własnym boisku 85:89, mimo że Ford zdobył w tym meczu 21 pkt, 9 zbiórek i 5 asyst. Na dodatek klub z Pireusu przegrał w finale A1 Ethniki z AEK Ateny, grając bez Forda w składzie, który doznał kontuzji.
W kolejnym sezonie w Olympiakosie nie wystąpił głównie ze względów ekonomicznych, bo cała Grecja przygotowywała się Igrzysk Olimpijskich w Atenach i kluby redukowały budżety w celu przeznaczenia środków na renowację aren. Z takiego powodu Ford wylądował na rok w Montepaschi Siena. Był to sezon i udany, i rozczarowujący. Ford z zespołem zajął czwartą pozycję w Lega Basket A, on rzucał średnio 19,1 pkt na mecz. w Eurolidze nieco gorzej mu szło, bo 17,9 pkt, ale trafił do pierwszej piątki rozgrywek. Ale pozostał wielki niedosyt – klub z Sieny bowiem, mimo że ledwo awansował do TOP 16 Euroligi (z ostatniego możliwego miejsca w grupie z m.in. Maccabi Tel Awiw, Panathinaikosem i TAU Ceramiką), to w drugiej części rozgrywek zachwycił i zakwalifikował się do Final Four. Jednak w decydującym meczu przeciwko Benettonowi Treviso Ford zawiódł – trafił jedynie 5 z 19 rzutów, co dało 15 pkt, a co skończyło się porażką 62:65.

### Ostatni rok
W sezonie 2003/04 Ford grał dla Scavolini Pesaro. Mimo że białaczka była już w zaawansowanym stadium, to on sportową wciąż imponował. We włoskiej Lega Basket A zdobywał średnio 22,2 pkt na mecz, a Scavolini zajęło czwartą lokatę w lidze, co dało promocję do gry w Eurolidze, i przegrało w finale Pucharu Włoch.
Zmarł w wieku 32 lat, niecałe dwa tygodnie po ogłoszeniu przejścia na emeryturę. Pozostawił po sobie córkę Quekenshia Aljernea Ford, synów Karlderek i Alfonsa juniora oraz żonę Paulę.
W tym samym roku władze Euroligi ogłosiły, że najlepiej punktujący zawodnik będzie otrzymywał statuetkę im. Alphonso Forda. W pierwszym sezonie rozgrywek, w którym zabrakło Forda, koszykarzem, który otrzymał tę nagrodę został Charles Smith, który zastąpił Forda w Scavolini Pesaro.

## Sukcesy

### Klubowe
- Olympiakos Pireus
  - Puchar Grecji w 2002

### Wyróżnienia
- Udział w:
  - Meczu Gwiazd CBA (1994, 1995)
  - A1 Ethniki (1997, 1998, 2000, 2002)
- Najlepszy strzelec ligi greckiej w 1997 (Papagou BC – 24,6), 1999 (Sporting BC – 22,3), 2000 (Peristeri BC – 22,2), 2001 (Peristeri BC – 23,7)
- Najlepszy strzelec Euroligi w 2001 (Peristeri BC – 26,0), 2002 (Olympiakos BC – 24,8)
- Pierwsza piątka Euroligi w 2001 (Peristeri BC), 2003 (Montepaschi Siena)
- Druga piątka Euroligi w 2002 (Olympiakos BC)
- MVP:
  - ligi greckiej w 2001 (Peristeri BC)
  - pucharu Grecji w 2002 (Olympiakos BC)
- Debiutant Roku CBA (1994)